# Specchio primario
Lo specchio primario è la superficie di raccolta di luce di un telescopio riflettore; è il singolo fattore più importante nel determinare le prestazioni del telescopio ed in uno strumento a più specchi, quello primario è il primo a ricevere la luce incidente della sorgente oggetto dell'osservazione.

## Caratteristiche
I parametri più importanti di uno specchio primario sono il suo diametro e la sua qualità ottica. Tutti gli specchi primari esistenti sono circolari o, se segmentati, approssimano un cerchio come meglio possono.
Il diametro dà, mediante una semplice formula, la superficie totale di raccolta di luce. Uno specchio del diametro di 7 millimetri raccoglie la stessa luce della pupilla umana, la quale ha appunto un diametro di 7 millimetri. Specchi più grandi raccolgono più luce in proporzione al quadrato del diametro. Gli specchi primari dei più grandi telescopi hanno un diametro attorno ai 10 metri, il che corrisponde ad un potere di raccolta di luce circa 2.000.000 di volte maggiore dell'occhio umano.
La qualità della lavorazione ottica è determinante per le prestazioni del telescopio: idealmente tutti i fotoni riflessi dallo specchio vanno a convergere in un unico punto, il fuoco, ma imperfezioni nella lavorazione dello specchio provocano uno sfuocamento dell'immagine. La lavorazione deve essere sì che le imperfezioni più grandi presenti sullo specchio siano una piccola frazione della lunghezza d'onda della luce ricevuta. Attualmente i migliori specchi hanno imperfezioni dell'ordine dei 30-40 nanometri (milionesimi di millimetro).

## Tipi di specchio

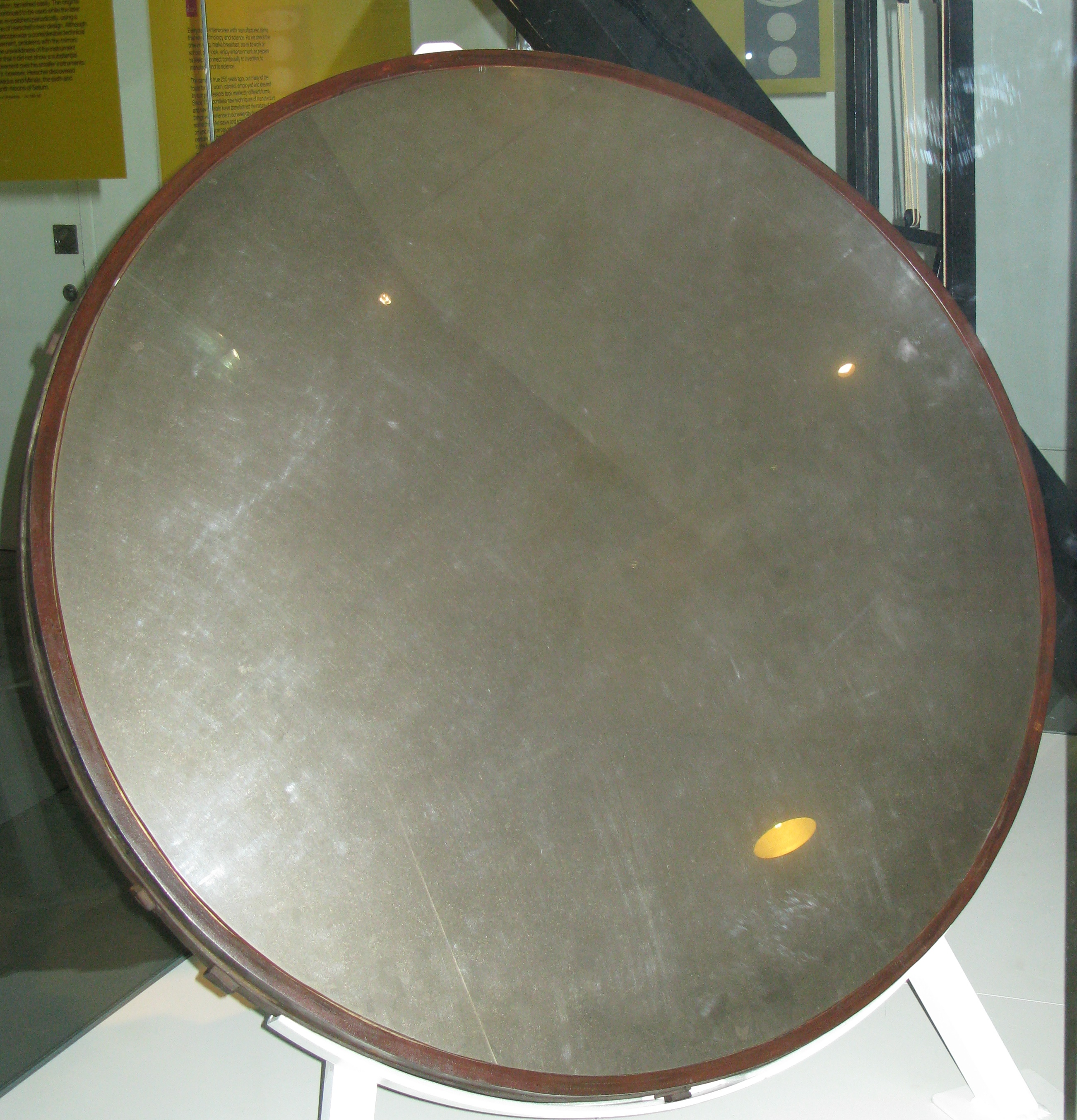
Specchio di metallo Speculum da 1,2 metri utilizzato da W.Herchel esposto al museo della scienza di Londra

Sino alla prima metà del XIX secolo, la superficie riflettente dello specchio primario era costituita da una miscela di materiale metallico (Speculum): bronzo, rame, stagno, curvata e lavorata fino ad ottenere la forma desiderata, e rivestita da uno strato riflettente. Questo composto andava bene per piccoli telescopi, ma quando questi hanno iniziato ad ingrandirsi lo specchio primario è diventato anche la limitazione primaria alla grandezza del telescopio: lo specchio doveva sostenere il proprio peso senza minimamente deformarsi per effetto della gravità, e il peso cresceva col cubo del diametro. Il limite fu presto raggiunto negli anni cinquanta con lo specchio di 5 metri del telescopio di Monte Palomar, ed un altro da 6 metri nell'Unione Sovietica. Per decine di anni i telescopi non ingrandirono più le loro dimensioni.
Successivamente, furono introdotte delle nuove tecnologie: la prima fu il telescopio a specchi multipli (MTT), che era composto da piccoli specchi primari affiancati a formare un unico grande specchio ottico. Essi possono anche essere uniti direttamente sotto forma di "piastrelle" esagonali, e si parla quindi di specchi segmentati: ogni segmento può essere prodotto e trattato come uno specchio separato, mentre il primario effettivo è dato dalla somma dei segmenti. Il primo MMT fu di 4,5 metri. Attualmente il telescopio Keck ha uno specchio segmentato di 10 metri di diametro; il Giant Magellan Telscope sarà composto da 7 specchi primari circolari da 8,4 metri ciascuno ed il telescopio spaziale James Webb è costituito da 18 segmenti esagonali da 1,4 metri ciascuno per un'area di raccolta di 25 metri quadrati.

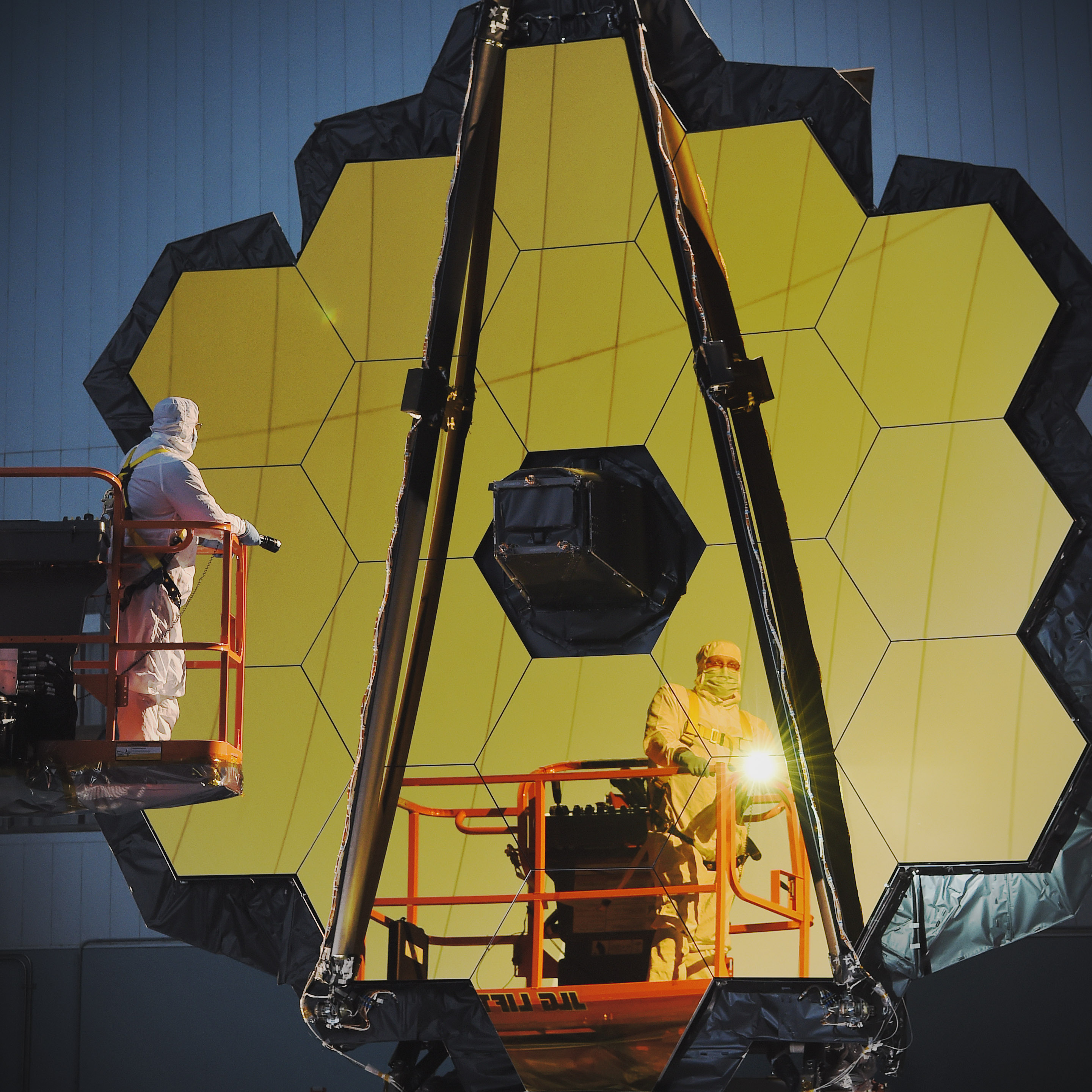
Lo specchio primario del telescopio spaziale James Webb costituito da 18 segmenti esagonali

Tecnologie ancora più importante è l'ottica attiva: uno specchio molto sottile (pochi centimetri) è sostenuto da attuatori, pistoncini elettromeccanici che lo tengono nella sua forma ottimale, contro la forza di gravità. Questa tecnica permette di avere specchi non segmentati molto grandi. Fu sperimentata per la prima volta nel telescopio New Technology Telescope (NTT) dell'European Southern Observatory, è oggi usata nel Very Large Telescope (VLT), dello stesso osservatorio, nel Large Binocular Telescope e in molti altri telescopi in operazione o in fase di progetto.